# Diamela del Pozo
Diamela del Pozo Pérez (sinh ngày 2 tháng 10 năm 1976), được gọi đơn giản là Diamela, là một ca sĩ người Cuba sống ở Tây Ban Nha. Bà đã làm việc trong các thể loại như rumba, son, bolero và salsa.

## Tiểu sử
Diamela del Pozo, con gái của một gia đình khiêm tốn, bắt đầu thể hiện thiên hướng ca hát và âm nhạc từ khi còn nhỏ. Năm 1991, bà ra mắt trong một dàn nhạc địa phương, do đó bắt đầu sự nghiệp chuyên nghiệp của mình. Từ đó cho đến khi rời Cuba năm 2004, bà gia nhập một số nhóm nhạc của hòn đảo.
Năm 1995, bà trở thành thành viên của dàn nhạc nữ mới thành lập Son Damas ở Havana, cùng với bà biểu diễn ở một số nước châu Âu, Mỹ Latinh, Caribbean và Nhật Bản. Bà đã đạt được bản thu âm đầu tiên của mình với nhóm vào năm 1996, và sau đó vào năm 1999, album thứ hai và gần đây nhất của bà sau khi tách khỏi nó vào giữa những năm 2000.
Năm 1998, cùng với các nhân vật khác của âm nhạc Cuba như Michel Maza, Felix Baloy, Tony Calá, Pedrito Calvo, Tiburón Morales và Mario "Mayito" Rivera, Diamela đã thu âm một bài hát cho album Sonero Soy, được biểu diễn để tỏ lòng tôn kính với nhà soạn nhạc Cuba và nhạc sĩ Adalberto Álvarez.
Năm 1999, bà tham gia thu âm album Cuba Humanidad, một sự tôn vinh của nhiều nghệ sĩ khác nhau đối với ca sĩ nổi tiếng Cuba quá cố Carlos Embale, biểu diễn một bài hát của nhà soạn nhạc và nhạc sĩ Gonzalo Asencio, cùng với nhóm nhạc dân gian Los Muñequitos de Matanzas.